# Operazione Crusader
L'operazione Crusader, nota nella storiografia italiana come la battaglia della Marmarica, fu sferrata nel novembre 1941 dal British Army, durante la campagna del Nordafrica, allo scopo di sbloccare l'assedio posto dalle forze italo-tedesche alla piazzaforte di Tobruch. Accuratamente organizzata con l'apporto di grandi quantità di mezzi e materiali moderni, l'operazione fu condotta dal generale Claude Auchinleck e causò una serie di micidiali e confuse battaglie di carri nel deserto dall'esito alterno; alla fine le truppe dell'Asse ripiegarono e Tobruch poté essere liberata, ma a loro volta le unità britanniche uscirono logorate dai combattimenti e non riuscirono ad agganciare e distruggere gli avversari. Nell'arco di poche settimane i britannici, sorpresi da un nuovo attacco del generale Erwin Rommel, sarebbero stati costretti ad abbandonare una parte del territorio libico conquistato.
Nella storiografia tedesca la battaglia, che rappresentò il primo vero successo dell'esercito britannico contro le forze tedesche dall'inizio della seconda guerra mondiale, è denominata Winterschlacht in Afrika.

## Il teatro bellico del Nord Africa
L'improvviso arrivo in Nord Africa nel marzo 1941 dell'Afrikakorps tedesco guidato dal generale Erwin Rommel aveva profondamente mutato l'andamento strategico della seconda guerra mondiale nel teatro mediterraneo che nell'inverno 1941 era sembrato definitivamente favorevole all'esercito britannico che aveva inflitto una serie di clamorose sconfitte all'esercito italiano e conquistato l'intera Cirenaica. Le limitate ma moderne forze meccanizzate tedesche, supportate da nuove divisioni italiane, avevano rapidamente preso l'iniziativa e ricacciato i britannici sul confine libico-egiziano; tuttavia non era riuscita la riconquista dell'importante porto di Tobruk dove la guarnigione australiana aveva opposto forte resistenza.

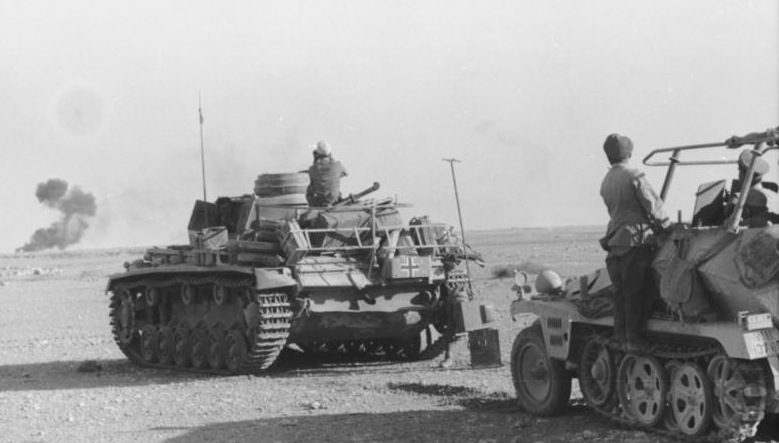
Forze meccanizzate dell'Afrikakorps in azione nel deserto nord-africano.

Nel giugno 1941 il generale Archibald Wavell, responsabile del comando britannico del Medio Oriente, aveva sferrato un'offensiva con mezzi corazzati per cercare di sconfiggere l'Afrikakorps e sbloccare la fortezza assediata di Tobruk, ma la cosiddetta operazione Battleaxe, nota anche come "battaglia di Sollum", si concluse il 17 giugno 1941 con una netta sconfitta dei britannici guidati sul campo dal generale Noel Beresford-Peirse. Le forze meccanizzate tedesche dimostrarono superiore coesione e abilità tattica e inflissero pesanti perdite ai reparti mobili britannici che furono costretti alla ritirata. La inattesa sconfitta spinse il primo ministro britannico Winston Churchill, molto deluso per l'insuccesso, ad effettuare radicali cambiamenti nella catena di comando in Medio Oriente; il 21 giugno 1941 il generale Wavell venne destituito dal comando e sostituito dal generale Claude Auchinleck, in quel momento comandante in capo in India, che arrivò al Cairo il 2 luglio 1941 e assunse il comando supremo.
Il generale Auchinleck, ufficiale risoluto e capace ma poco esperto di guerra nel deserto, intendeva organizzare metodicamente le sue forze e potenziare il suo schieramento con l'afflusso di due o tre divisioni corazzate e una divisione motorizzata, prima di intraprendere una grande offensiva decisiva; egli entrò quindi subito in contrasto con Winston Churchill che invece, poco convinto degli argomenti presentati dal generale, sollecitò il nuovo comandante in capo a passare all'attacco al più presto per distruggere l'armata italo-tedesca d'Africa. Il generale Auchinleck dopo lunghe discussioni e dopo un viaggio a Londra per incontrare personalmente il Primo Ministro, riuscì infine ad ottenere i massicci rinforzi richiesti e poté rinviare l'inizio dell'offensiva da settembre fino al 1º novembre 1941.
Per tre mesi le forze britanniche in Nord Africa ricevettero continui rinforzi e grandi quantità di armamenti ed equipaggiamenti; il generale Auchinleck aveva richiesto un forte potenziamento delle forze corazzate e dei mezzi motorizzati; egli pretendeva anche di disporre di una riserva di almeno il 50% degli effettivi in carri armati per sopperire alle perdite ed al logorio meccanico nel deserto. Arrivarono complessivamente in Nord Africa provenienti dalla metropoli 300 carri armati del nuovo modello Crusader, 300 carri armati leggeri di produzione americana M3 Stuart, 170 carri armati pesanti Matilda II, 34000 autocarri, 600 cannoni campali, 200 cannoni anticarro, 240 cannoni anti-aerei; questi armamenti moderni e il nuovo equipaggiamento trasformarono l'armata britannica in una potente massa offensiva totalmente motorizzata e fortemente meccanizzata in grado di condurre grandi azioni mobili nel difficile terreno del deserto. Furono effettuati grandi sforzi anche per migliorare la situazione logistica delle truppe; vennero costituiti grandi depositi, venne estesa la ferrovia di Alessandria e potenziate le condutture d'acqua.

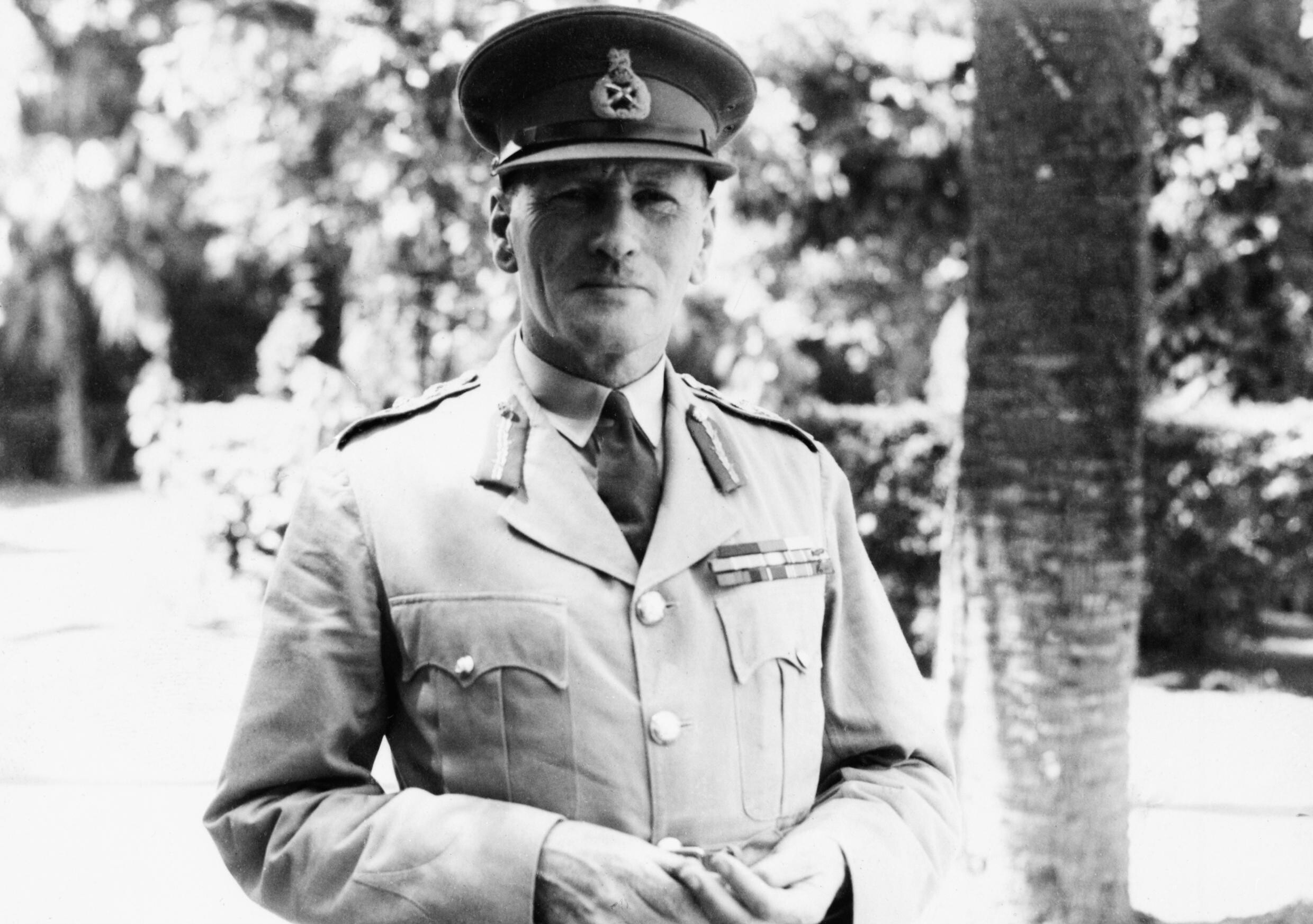
Il generale Claude Auchinleck, comandante in capo britannico del teatro del Medio Oriente.

L'arrivo dei rinforzi, dei nuovi armamenti e il continuo potenziamento dell'armata suscitarono entusiasmo tra i soldati britannici; grande ottimismo era diffuso tra i reparti, si sperava finalmente di poter condurre vittoriosamente una vera guerra lampo nel deserto e di poter sconfiggere per la prima volta i tedeschi. Anche tra i comandanti c'era ottimismo, in particolare gli ufficiali carristi avevano piena fiducia nei loro mezzi ed erano decisi ad affrontare e battere i temuti panzer tedeschi. Nell'agosto 1941 arrivò al fronte il generale Alan Gordon Cunningham, fratello dell'ammiraglio Andrew Cunningham e recente vincitore degli italiani in Africa Orientale; egli era stato designato, su proposta del generale Auchinleck e contro il parere di Churchill che avrebbe preferito nominare il generale Henry Maitland Wilson, nuovo comandante sul campo delle forze operative britanniche. Il generale Cunningham costituì il suo comando nel deserto il 9 settembre 1941 e il 26 settembre venne ufficialmente attivata l'8ª Armata che avrebbe raggruppato tutti i reparti preparati per l'imminente offensiva.
Il generale Auchinleck non riuscì a rispettare i tempi previsti e dovette rinviare ulteriormente l'inizio, stabilito per il 1º novembre 1941, della grande offensiva, denominata "Operazione Crusader"; il comandante in capo del teatro del Medio Oriente dovette impegnarsi nei mesi di settembre e ottobre a trasferire via mare la 70ª Divisione fanteria britannica del generale Scobie e la brigata polacca del generale Kopanski nella piazzaforte di Tobruk per sostituire la guarnigione costituita dalla 9ª Divisione fanteria australiana di cui il governo dell'Australia aveva richiesto il trasferimento immediato in patria a causa delle minacce aggressive del Giappone. Churchill era molto irritato da questi ritardi; temendo un crollo dell'URSS impegnata dal giugno 1941 a contrastare la gigantesca operazione Barbarossa, il Primo Ministro riteneva importante ottenere al più presto un successo decisivo in Nord Africa prima di un'eventuale avanzata della Wehrmacht attraverso il Caucaso in direzione del Golfo Persico. L'operazione di trasferimento della nuova guarnigione britannica a Tobruk ebbe pieno successo. Dopo ulteriori rinvii, causati dal ritardato arrivo di una brigata corazzata e dalla necessità di addestrare una divisione sudafricana, infine il generale Auchilenck decise di iniziare l'operazione Crusader il 18 novembre 1941.

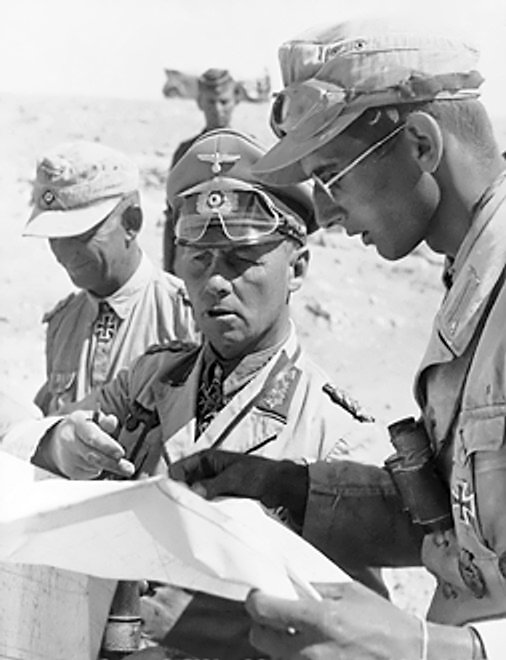
Il generale Erwin Rommel con i suoi aiutanti di stato maggiore.

Nel mese di agosto 1941 le forze italo-tedesche impegnate sul fronte libico-egiziano avevano assunto la nuova denominazione di Panzergruppe Afrika e il generale Erwin Rommel, divenuto personaggio di rilievo internazionale per le sue brillanti vittorie e per l'energia e la risolutezza mostrata nella condotta di operazioni mobili con forze corazzate nel deserto, ne aveva assunto il comando. Il nuovo raggruppamento dell'Asse era costituito da dieci divisioni e tre corpi d'armata; il 20º e il 21º corpo d'armata italiani con cinque divisioni di fanteria, una divisione corazzata e una divisione motorizzata, e l'Afrikakorps tedesco con due Panzer-Division e una divisione leggera. Dopo la promozione del generale Rommel, aveva assunto la guida dell'Afrikakorps l'esperto generale Ludwig Crüwell, appositamente trasferito dal fronte russo.
Nonostante i successi sul campo la situazione del raggruppamento italo-tedesco del generale Rommel era divenuta più difficile a partire dal mese di agosto 1941 a causa soprattutto delle crescenti difficoltà di rifornimento. Dopo l'inizio dell'operazione Barbarossa le forze aeree tedesche in Sicilia erano state notevolmente ridotte mentre la flotta italiana aveva limitato le sue iniziative in alto mare. In queste condizioni l'isola di Malta, rifornita con l'arrivo di nuovi convogli e potenziata con l'invio di numerose squadriglie da caccia e da bombardamento e con la costituzione di una piccola squadra navale di incrociatori leggeri, era stata trasformata dal comando britannico in una pericolosa base offensiva in grado di intercettare e colpire i convogli che dall'Italia trasportavano i rifornimenti per le forze italo-tedesche in Nord Africa. Dal mese di settembre 1941 le perdite di navi mercantili e di petroliere italiane crebbero costantemente; il 28% delle navi fu affondato dai britannici in settembre mentre in novembre il 62% dei bastimenti da trasporto andò perso in alto mare, compromettendo in modo significativo il rifornimento ed il rafforzamento delle truppe dell'Asse.
Il generale Rommel, nonostante le gravi perdite di mercantili e le carenze del rifornimento e dell'armamento delle sue forze, non aveva tuttavia rinunciato a riprendere l'iniziativa dopo i successi difensivi al passo di Halfaya e a Sollum; egli intendeva sferrare un grande attacco decisivo contro Tobruk per conquistare quella piazzaforte che, presidiata dalla combattiva guarnigione australiana, minacciava le sue retrovie e teneva impegnate gran parte delle truppe italiane del Panzergruppe Afrika. Il generale Rommel era consapevole che i britannici stavano a loro volta organizzando una grande offensiva e che c'era quindi la possibilità di dover combattere contemporaneamente una difficile battaglia difensiva, ma apparentemente egli credette, dopo aver condotto in settembre una grande esplorazione in forze nella zona di Sidi Omar, sul confine libico-egiziano, che non identificò segni di preparativi britannici, di poter anticipare il nemico e di avere il tempo per conquistare Tobruk. L'attacco contro la piazzaforte venne previsto per la fine del mese di novembre e il 14 novembre il generale Rommel si recò a Roma per conferire con il Comando Supremo italiano.
Durante i colloqui a Roma il generale Rommel assunse un atteggiamento fiducioso e rassicurò il generale Ugo Cavallero, il capo di stato maggiore italiano; il comandante del Panzergruppe Afrika escluse imminenti attacchi britannici e si dimostrò ottimista. È possibile che il generale Rommel fosse in realtà cosciente del rischio che stava correndo e che egli volle tranquillizzare volutamente i suoi interlocutori italiani temendo di essere intralciato e per evitare interferenze nei suoi piani. Alla metà del mese di novembre quindi il generale Rommel era quasi pronto a sferrare l'attacco a Tobruk e riteneva di essere comunque in grado di controllare un eventuale attacco limitato britannico lungo la linea di confine che egli aveva fortemente rafforzato con presidii fortificati.

## Piani e schieramenti

### 8ª Armata britannica
Il tenente generale Alan Cunningham aveva ottenuto una spettacolare vittoria in Africa Orientale contro gli italiani e godeva di notevole prestigio; giunto al comando dell'8ª Armata inizialmente apparve energico e risoluto; in realtà il nuovo comandante operativo non aveva esperienza di guerra nel deserto e mancava di preparazione riguardo ai mezzi corazzati che avrebbero dovuto costituire il punto di forza della prevista offensiva; ben presto divenne meno sicuro e maggiormente preoccupato per il compito assegnatogli.
Mentre continuava l'afflusso di reparti, armi ed equipaggiamenti, il generale Cunningham era impegnato ad organizzare un efficiente apparato di comando ed a progettare un preciso piano operativo; il generale Auchinleck aveva proposto due possibili direttrici di attacco lungo la costa o in pieno deserto attraverso Gialo e Giarabub, ma il generale Cunningham preferì mettere da parte queste ipotesi ed elaborò un proprio piano, che propose al comandante in capo il 28 settembre 1941, basato sul concetto fondamentale di ricercare una battaglia decisiva di carri armati. Il piano prevedeva di concentrare a sud del confine libico-egiziano il XXX corpo d'armata del generale Charles Willoughby Norrie che avrebbe costituito la massa di manovra principale; questo corpo totalmente motorizzato sarebbe stato formato dalla 1ª Divisione sudafricana del generale George Brink, dalla 22ª Brigata delle Guardie e soprattutto dalla 7ª Divisione corazzata dell'esperto e capace generale William Gott, i famosi "Topi del deserto", che formata da tre brigate corazzate e un gruppo motorizzato di supporto, avrebbe avuto a disposizione 453 carri armati veloci Crusader e Stuart, un numero nettamente superiore alla somma totale dei mezzi corazzati delle due divisioni panzer tedesche. Il XXX corpo d'armata, di cui il generale Willoughby Norrie, in precedenza comandante della 1ª Divisione corazzata in Inghilterra, aveva assunto il comando in agosto dopo la morte in un incidente aereo del comandante designato, il generale Vyvyan Pope, avrebbe dovuto avanzare in massa attraverso il deserto aggirando l'ala destra nemica fino ad arrivare nella zona di Gabr Saleh dove si prevedeva che il generale Rommel avrebbe concentrato i suoi mezzi corazzati e dove quindi si ipotizzava sarebbe stata combattuta la battaglia tra carri.
Mentre il XXX corpo d'armata sarebbe avanzato in massa nel deserto alla ricerca dei mezzi corazzati nemici, il XIII corpo d'armata, comandato dal generale Alfred Godwin-Austen, avrebbe attaccato le posizioni fortificate di frontiera con la 2ª Divisione neozelandese del generale Bernard Freyberg, la 4ª Divisione indiana del generale Frank Messervy e la 1ª Brigata delle Guardie che sarebbero state supportate dalla 32ª Brigata carri equipaggiata con oltre 200 carri armati pesanti Matilda idonei ad appoggiare la fanteria all'assalto. Il generale Cunningham prevedeva che il XIII corpo d'armata marciasse verso ovest lungo il Trigh Capuzzo verso Tobruk dopo l'attesa vittoria del corpo d'armata del generale Willoughby Norrie contro le riserve corazzate nemiche. Per evitare possibili minacce sul fianco sinistro del XIII corpo d'armata, il generale Cunningham dispose che una delle tre brigate corazzate della 7ª Divisione corazzata deviasse verso nord per proteggere quel settore. Il generale Auchinleck concordò con il piano del generale Cunningham, ma nel corso di due riunioni tra i generali il 9 e il 21 ottobre, sorsero contrasti e furono mosse critiche al progetto. In particolare il generale Willoughby Norrie affermò che non era affatto certo che i panzer avrebbero accettato la battaglia a Gabr Saleh che non era una località strategicamente importante; egli inoltre criticò la dispersione delle sue brigate corazzate per supportare il XIII corpo d'armata. Il generale Cunningham apparve meno sicuro dopo aver ascoltato queste valutazioni ma alla fine il piano non venne modificato; Gabr Saleh rimase il punto scelto per concentrare le forze corazzate in attesa della comparsa dei carri armati tedeschi, mentre il generale Godwin-Austen continuò a ritenere essenziale il sostegno di una brigata corazzata al suo fianco sinistro.
Mentre continuavano i preparativi per la grande offensiva, da Londra Winston Churchill intervenne con un messaggio alle truppe in cui evidenziava la grande importanza dell'offensiva e paragonava, con accenti enfatici, l'imminente battaglia ai grandi scontri vittoriosi della storia inglese come la battaglia di Blenheim e la battaglia di Waterloo. Questa comunicazione rivelava le ottimistiche aspettative e le grandi ambizioni del Primo Ministro ma non mancò di preoccupare per i suoi grandiosi accenti retorici, il generale Cunningham che appariva molto meno sicuro della vittoria.

### Armata italo-tedesca
Per contro, i temprati veterani dell'Afrika Korps di Erwin Rommel contavano essenzialmente nella 15. e nella 21. Panzer Division (per un totale di 260 panzer), e la 90ª Divisione leggera che comunque aveva sofferto pesanti perdite durante gli scontri precedenti. Oltre alle forze tedesche erano presenti sette divisioni del Regio esercito italiano (divisioni di fanteria Savona, Pavia, Bologna, Brescia, Trento; Divisione motorizzata Trieste; Divisione corazzata Ariete) con 154 carri armati. La Luftwaffe, inoltre, fornì 120 aeroplani, mentre la Regia Aeronautica circa 200.

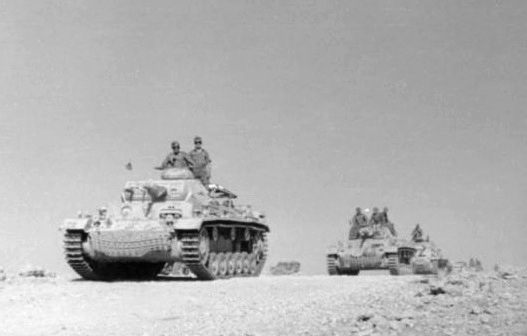
Alcuni Panzer III dell'Afrikakorps.

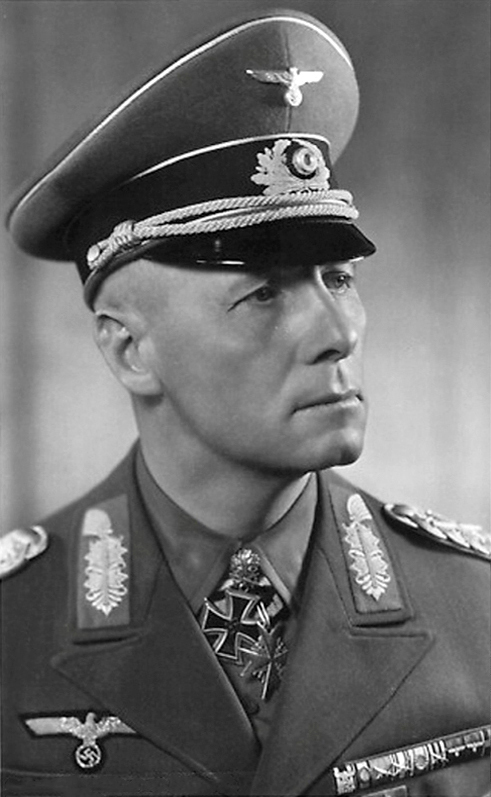
Il generale Erwin Rommel.

Le due Panzer-Division dell'Afrikakorps, che costituivano il principale punto di forza dell'armata italo-tedesca del generale Rommel, avevano adottato tattiche molto efficaci per combattere nel deserto e in generale si dimostravano superiori negli scontri diretti con le brigate corazzate britanniche. I panzer tedeschi, guidati da comandanti molto abili ed esperti, sfruttavano la libertà di movimento consentita dal deserto e cercavano di evitare attacchi frontali contro le formazioni nemiche; l'attacco principale veniva invece sferrato generalmente contro uno o entrambi i fianchi del nemico. I carri armati avanzavano inizialmente in velocità e aprivano il fuoco da lontano, a circa 1600 metri, fuori dal raggio di tiro efficace dei cannoni dei mezzi corazzati britannici; subito dopo i panzer rallentavano e continuavano a tirare con il cannone principale da 37 o 50 mm per mantenere a distanza i mezzi nemici e cercavano di mettere fuori combattimento soprattutto i cannoni anticarro e le batterie di artiglieria campale.
La caratteristica principale delle tattiche delle Panzer-Division nel deserto era però costituita soprattutto dall'originale impiego combinato dei carri, dell'artiglieria e dei cannoni anticarro da 50 mm e da 88 mm; i panzer cercavano di evitare scontri diretti tra i carri e miravano ad attirare le forze corazzate britanniche contro abili sbarramenti di cannoni anticarro e campali che avrebbero inflitto pesanti perdite ai mezzi nemici, prima di passare a loro volta al contrattacco. L'impiego aggressivo da parte dei tedeschi dei cannoni anticarro da 50 mm che venivano schierati davanti ai panzer sia nelle fasi difensive che in quelle offensive al riparo di dune o avvallamenti, sorprese i carristi britannici; sembra che la maggior parte delle perdite britanniche fossero causate dai cannoni anticarro tedeschi, nonostante le affermazioni degli equipaggi dei carri dell'8ª Armata che lamentarono erroneamente durante gran parte della campagna d'Africa una presunta inferiorità del loro armamento rispetto ai cannoni dei panzer.

## Battaglia

### Inizio dell'offensiva britannica
La notte precedente l'inizio dell'operazione Crusader fu caratterizzata da un clima tempestoso con violente piogge che colpirono le truppe e i mezzi motorizzati delle due parti, inondarono gli uadi, i canaloni del deserto, e provocarono ingenti danni soprattutto ai campi di aviazione dell'Asse; alle ore 06.00 del 18 novembre l'8ª Armata britannica diede inizio alla grande offensiva, partendo dalle proprie basi oltre il confine libico-egiziano. Il generale Cunningham, ansioso e preoccupato per l'esito dell'offensiva, lasciò il suo posto di comando di Maddalena e si unì al quartier generale mobile del generale Willoughby Norrie, il comandante del XXX corpo d'armata, insieme al quale intendeva controllare le prime fasi dell'avanzata. La marcia delle truppe motorizzate e dei mezzi corazzati procedette con regolarità sotto la copertura delle forze aeree britanniche, ed a metà mattino venne effettuato un primo rifornimento di carburante. 

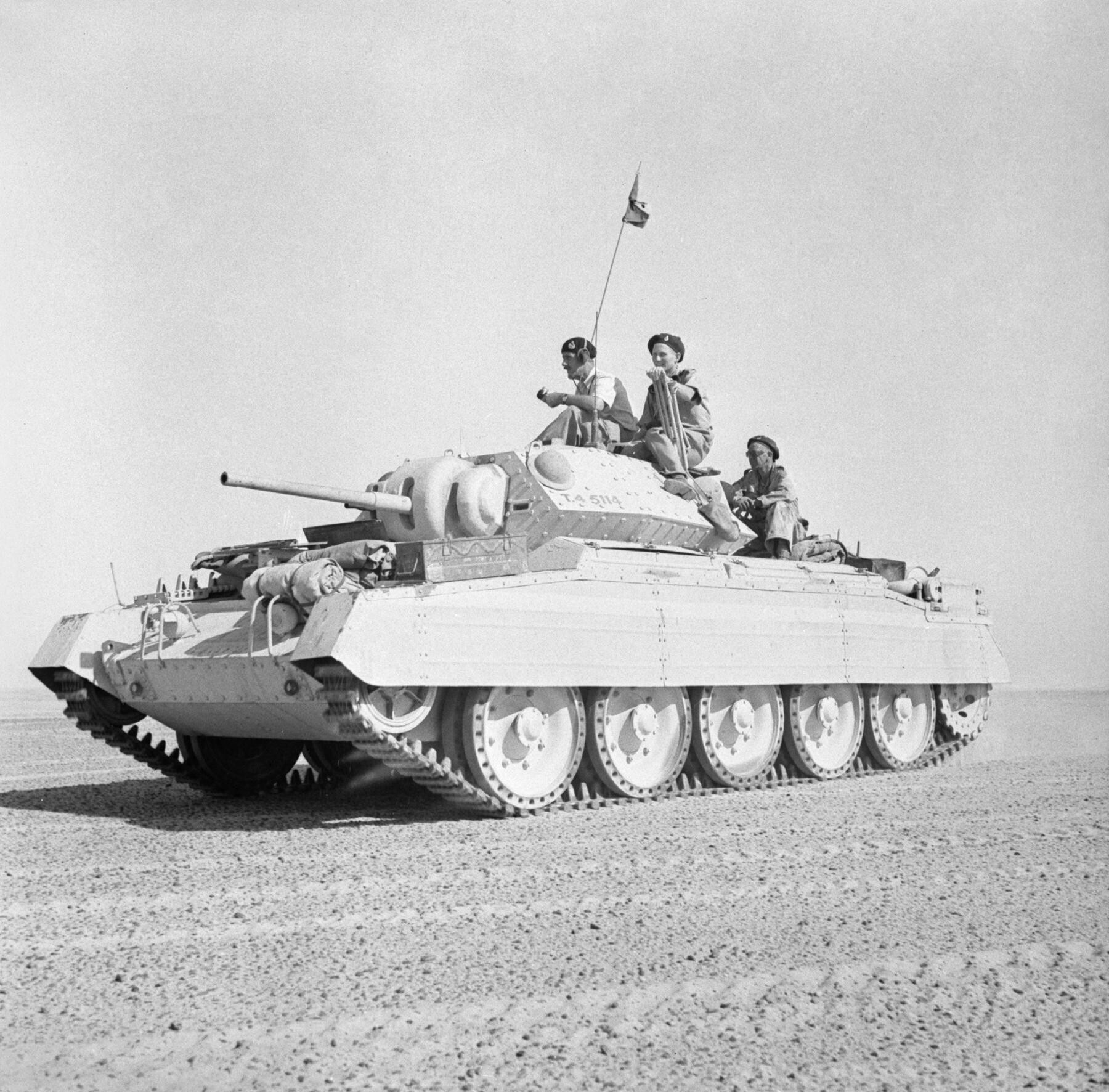
Un carro Crusader nel deserto nordafricano.

L'avanzata delle ingenti forze meccanizzate britanniche raggruppate nel XXX corpo d'armata del generale Willoughby Norrie venne scarsamente contrastata; alcuni reparti da ricognizione tedeschi furono individuati lungo la pista del Trigh el Abd ma queste unità leggere si ritirarono subito e i britannici raggiunsero senza difficoltà Gabr Saleh dove invece secondo i piani era previsto di incontrare e affrontare le riserve corazzate tedesche; al contrario le forze meccanizzate tedesche apparentemente non si stavano concentrando e non sembravano intenzionate a contrastare l'avanzata britannica che in teoria metteva in pericolo le comunicazioni dell'armata italo-tedesca. Le tre brigate corazzate della 7ª Divisione corazzata britannica del generale William Gott quindi la sera del 18 novembre si raggrupparono a Gabr Saleh; vennero ordinate ricognizioni verso Bir el Gobi e la pista del Trigh Capuzzo.
Il generale Cunningham apprese con sorpresa la notizia che l'avanzata britannica era proseguita tutto il giorno senza difficoltà e che non c'erano informazioni precise sui movimenti del nemico; come aveva previsto il generale Willoughby Norrie, la marcia su Gabr Saleh evidentemente non aveva allarmato i tedeschi che quindi non avevano mosso le loro riserve corazzate come auspicato dal comandante dell'8ª Armata. Venne quindi deciso di riprendere l'avanzata il 19 novembre penetrando ancor più in profondità nelle retrovie italo-tedesche; il generale Cunningham tuttavia non mantenne concentrate le brigate della 7ª Divisione corazzata; solo la 7ª Brigata corazzata del generale Davy proseguì verso Tobruk in direzione dell'importante cresta e dell'aeroporto di Sidi Rezegh, mentre la 4ª Brigata corazzata del generale Gatehouse rimase ferma a Gabr Saleh per proteggere il fianco destro del XXX corpo d'armata e la 22ª Brigata corazzata del generale Scott-Cockburn deviò verso ovest in direzione di Bir el Gobi dove era schierata la divisione corazzata "Ariete".
Alle ore 11.00 del 19 novembre le avanguardie della 22ª Brigata corazzata entrarono in contatto con i reparti meccanizzati della "Ariete"; ebbero inizio una serie di aspri combattimenti e i britannici si avvicinarono a Bir el Gobi dove gli italiani avevano organizzato solide posizioni anticarro; il generale Gott ritenne che ci fosse la possibilità concreta di distruggere l'unità corazzata italiana e quindi diede ordine alla 22ª Brigata corazzata di sospendere il previsto movimento vero nord-ovest, concentrare tutte le forze su Bir el Gobi ed attaccare a fondo. I reparti britannici della 22ª Brigata corazzata, provenienti dall'esercito territoriale, erano inesperti di guerra nel deserto; essi sferrarono una serie di attacchi in massa allo scoperto con i loro carri Crusader, riuscirono a guadagnare terreno verso Bir el Gobi ma subirono pesanti perdite di fronte ai cannoni anticarro ed ai carri della divisione corazzata "Ariete". Al termine della giornata di scontri del 19 novembre gli italiani mantenevano ancora il controllo di Bir el Gobi ed i britannici avevano perso oltre 40 mezzi corazzati; il comando britannico tuttavia era ottimista: invece di concentrare le sue forze, decise di continuare a mantenere la brigata nel settore ed ordinò alla 1ª Divisione sudafricana di inviare una brigata motorizzata a Bir el Gobi per riprendere l'attacco.

Carri italiani M13/40 nel deserto libico.

La mancanza di reazioni delle riserve corazzate tedesche il 18 novembre era dovuta al fatto che l'offensiva britannica aveva colto di sorpresa l'alto comando del Panzergruppe Afrika; le intense piogge degli ultimi giorni avevano impedito le ricognizioni aeree tedesche e inoltre anche i reparti di intercettazione delle trasmissioni furono intralciati dal silenzio radio delle comunicazioni mantenuto da due giorni dalle formazioni britanniche. I primi rapporti che giunsero dai reparti esploranti riferivano di movimenti di "ingenti forze nemiche verso ovest e verso nord", ma fu solo il 19 novembre che furono identificati circa "600 veicoli da combattimento" in avanzata nel deserto verso nord-ovest. Il primo giorno quindi il generale Rommel respinse la proposta presentata dal generale Crüwell nel pomeriggio del 18 novembre di iniziare a concentrare le due Panzer-Division per poi farle muovere a scaglioni verso sud. Alcuni documenti nemici catturati su un automezzo che illustravano il piano britannico e l'interrogatorio di un ufficiale fatto prigioniero furono ritenuti scarsamente attendibili. Il comandante del Panzergruppe Afrika ritenne quindi che non fossero ancora chiare le intenzioni del nemico e che fosse prematuro spostare le riserve corazzate; egli verosimilmente era anche riluttante ad abbandonare i suoi piani studiati da tempo per attaccare la guarnigione di Tobruk.

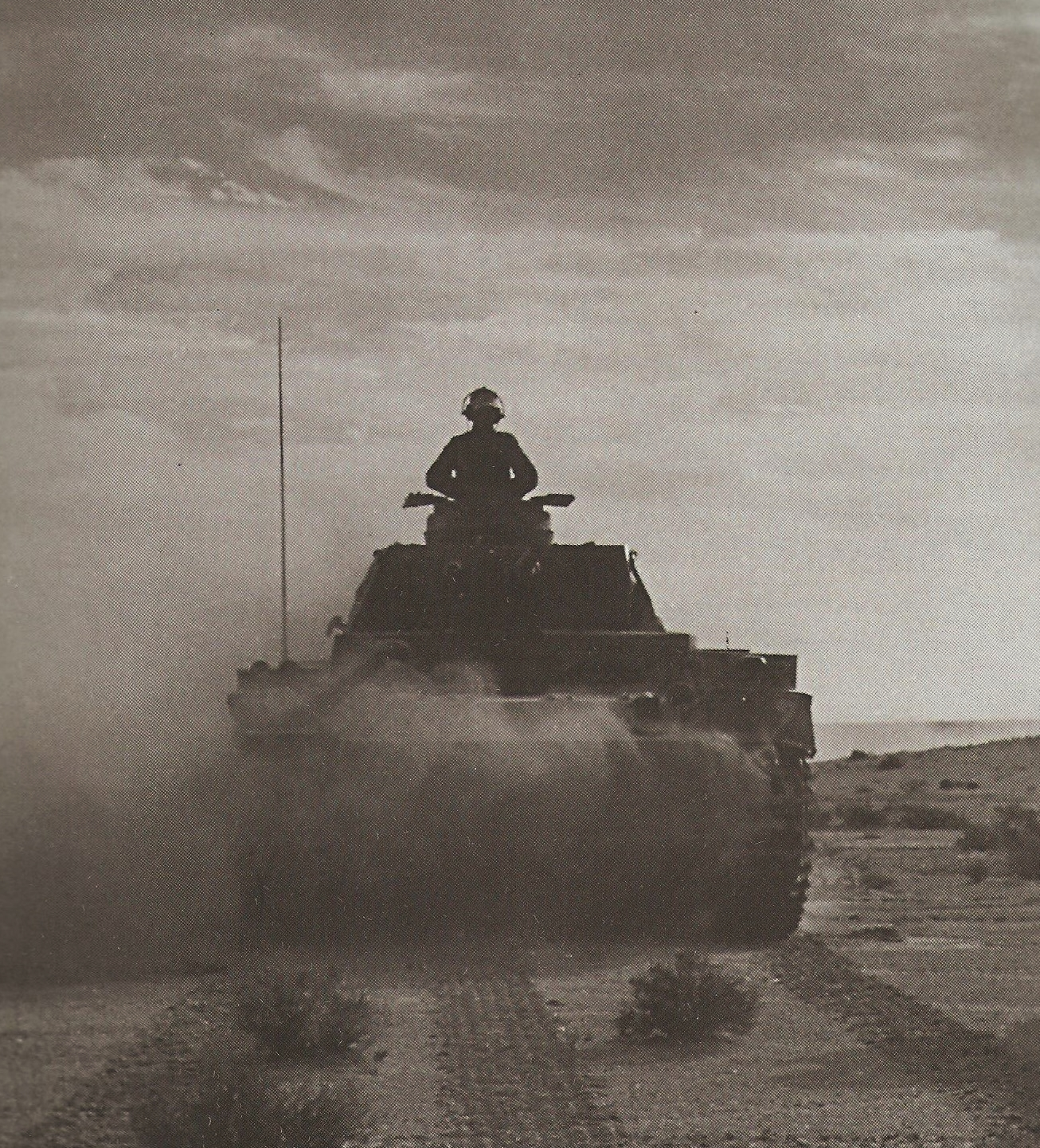
Un Panzer III della 21. Panzer-Division.

Il 19 novembre il generale Crüwell, dopo aver ricevuto nuovi rapporti che parlavano di un'offensiva in forze del nemico, finalmente convinse durante un nuovo colloquio il generale Rommel a rinunciare temporaneamente all'attacco a Tobruk e iniziare a muovere le Panzer-Division verso sud per scoprire le intenzioni del nemico; in realtà i panzer erano già in movimento dopo che al mattino del 19 novembre il generale von Ravenstein aveva inviato a sud verso Gabr Saleh il gruppo corazzato del colonnello Stephan costituito da circa 120 panzer del 5° Panzer-Regiment. Il comandante della 21. Panzer-Division aveva preso questa decisione senza attendere gli ordini del generale Crüwell; le forze corazzate avrebbero dovuto percorrere il Trigh el Abd alla ricerca del nemico. Il gruppo meccanizzato del colonnello Stephan incontrò per la prima volta i carri armati della retroguardia della 4ª Brigata corazzata britannica del generale Gatehouse solo nel pomeriggio del 19 novembre; una violenta battaglia di carri si concluse con il successo dei tedeschi. Altri reparti corazzati britannici erano in arrivo e il gruppo corazzato tedesco preferì non continuare la battaglia e ripiegò momentaneamente verso est. Nonostante questi primi scontri il generale Cunningham era ancora incerto; egli decise la sera del 19 novembre di lasciare la 7ª Brigata corazzata a Sidi Rezegh, rinforzata con il 7º gruppo di supporto, mentre la 4ª Brigata corazzata avrebbe continuato a proteggere il fianco destro del XXX corpo d'armata rimanendo ferma a Gabr Saleh; infine la 22ª Brigata corazzata doveva restare a Bir el Gobi e cooperare con una brigata di fanteria sudafricana. Il generale Cunningham, che era ritornato al posto di comando di Maddalena, era scarsamente informato sui movimenti del nemico e continuò a mantenere ampiamente separate le sue brigate corazzate.
Il 20 novembre il generale Rommel decise finalmente di attaccare verso sud con la massa dell'Afrikakorps; il generale Crüwell ricevette l'ordine di "annientare i contingenti nemici" ma nella mattinata perse molto tempo dirigendo le due Panzer-Division lungo il Trigh Capuzzo senza entrare in contatto con i britannici. Nel pomeriggio, mentre la 21. Panzer-Division del generale von Ravenstein era costretta a fermarsi per mancanza di carburante, il generale Crüwell fece avanzare la 15. Panzer-Division del generale Neumann-Silkow verso sud tra Sidi Azeiz e Gabr Saleh dove i panzer affrontarono la 4ª Brigata corazzata britannica che, dopo essere stata rinforzata, aveva ripreso ad avanzare con 123 carri Stuart per proteggere il fianco destro del XXX corpo d'armata. Il generale Cunningham apprese con preoccupazione le notizie del contatto con le forze corazzate nemiche, le sue unità meccanizzate erano ancora sparpagliate e una sola brigata si trovava a Gabr Saleh; egli quindi diede subito ordine al generale Willoughby Norrie di allontanare la 22ª Brigata corazzata da Bir el Gobi dopo il fallimento degli attacchi del 19 novembre e dirigere verso Gabr Saleh. Nel frattempo i mezzi corazzati tedeschi erano già entrati in azione e anche questo secondo scontro di carri a Gabr Saleh terminò con il successo dei panzer; gli equipaggi tedeschi sfruttarono il vantaggio di avere il sole alle spalle e distrussero molti carri Stuart perdendo solo sette carri. Solo alle ore 18.30 arrivarono i primi reparti della 22ª Brigata corazzata ma nel frattempo i carri della 4ª Brigata corazzata stavano già ripiegando a sud di Gabr Saleh dove le due formazioni si concentrarono mentre i tedeschi occupavano il campo di battaglia.

### Battaglie di carri a Sidi Rezegh

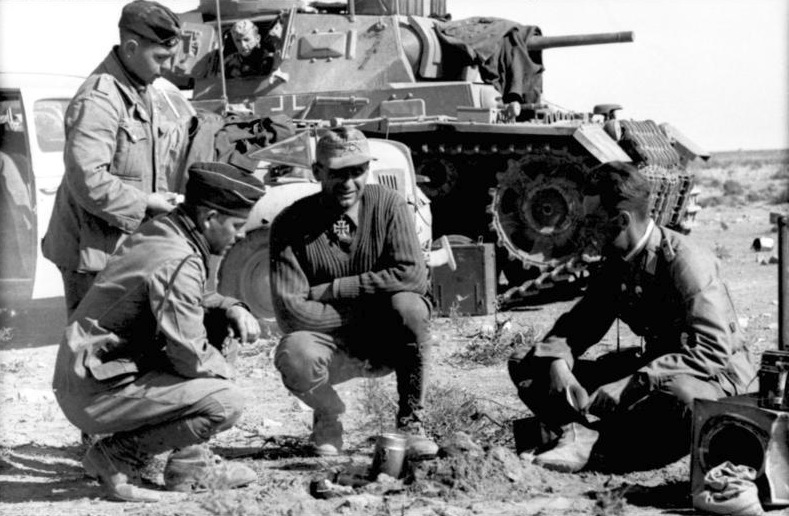
L'equipaggio di un Panzer III dell'Afrikakorps.

Durante la notte il generale Rommel ritenne, dopo i successi a Gabr Saleh, di poter concentrare l'Afrikakorps verso nord-ovest per attaccare i nemici che si avvicinavano a Tobruk. Il mattino del 21 novembre le due Panzer-Division quindi si allontanarono dalla zona di Gabr Saleh e, sotto il comando del generale Crüwell, si diressero rapidamente verso Sidi Rezegh per attaccare la 7ª Brigata corazzata. Questa unità britannica stava a sua volta cercando di coordinare un attacco su Tobruk in cooperazione con la guarnigione della fortezza; apprese le notizie dell'avvicinamento dei panzer dell'Afrikakorps da est, i reggimenti della 7ª Brigata corazzata del generale Davy, costituita da circa 200 carri armati, si divisero per affrontare la nuova minaccia. Il 6° Royal Tank Regiment sferrò da solo l'attacco verso Tobruk e subì pesanti perdite contro i cannoni anticarro tedeschi della 90ª Divisione motorizzata senza ottenere alcun risultato; dal mattino il generale Scobie aveva sferrato l'attacco da Tobruk con la 70ª Divisione e all'inizio raggiunse qualche successo; le linee difensive della Divisione Bologna e della 90ª Divisione tedesca furono intaccate, i britannici catturarono 1000 prigionieri  ma una difesa solida del caposaldo "Tugun", della divisione "Bologna", appoggiato dai Compagnie 2° "Lupo" (Capitano Aldo Chiolero) e 7° "Tigre" (Capitano Giuseppe Brancolini) del XXXI Battaglione Guastatori, riuscì a bloccare l'offensiva e la forzatura si fermò a quattro chilometri dalla linea di difesa britannico.
Nel frattempo gli altri reparti della 7ª Brigata corazzata del generale Davy erano impegnati in aspri scontri contro i panzer del generale Crüwell: il 7° Ussari venne sorpreso isolato e quasi distrutto dalla 21. Panzer-Division del generale von Ravenstein, mentre invece il 2° Royal Tank Regiment riuscì a contrastare i panzer della 15. Panzer-Division del generale Neumann-Silkow che subirono perdite sotto il tiro preciso dei carri britannici in movimento e, a corto di munizioni e rifornimenti, batterono temporaneamente in ritirata verso sud. Nel pomeriggio le due Panzer-Division dell'Afrikakorps si riorganizzarono, poterono rifornirsi dai depositi presenti nelle vicinanze e ritornarono all'attacco a Sidi Rezegh; la 21. Panzer-Division affrontò il 7º gruppo di supporto britannico ma non riuscì a conquistare l'aeroporto strenuamente difeso dai cannoni anticarro britannici, mentre la 15. Panzer-Division attaccò nuovamente la 7ª Brigata corazzata e le inflisse pesanti perdite. I tedeschi coordinarono abilmente l'azione dei panzer con sbarramenti di cannoni anticarro e la brigata corazzata britannica, ridotta a soli 28 mezzi corazzati ancora efficienti, fu messa in grave difficoltà; nella serata arrivarono finalmente in aiuto da sud i carri armati della 22ª Brigata corazzata. Le Panzer-Division dell'Afrikakorps si trovarono posizionate in uno spazio compreso intorno a Sidi Rezegh tra il 7º gruppo di supporto e i resti della 7ª Brigata corazzata a nord e la 22ª Brigata corazzata appena arrivata e la 4ª Brigata corazzata in avvicinamento a sud. Nella notte il generale Crüwell decise di muovere verso nord per rifornirsi, la 15. Panzer-Division si diresse su Gambut e la 21. Panzer-Division su Belhamed.

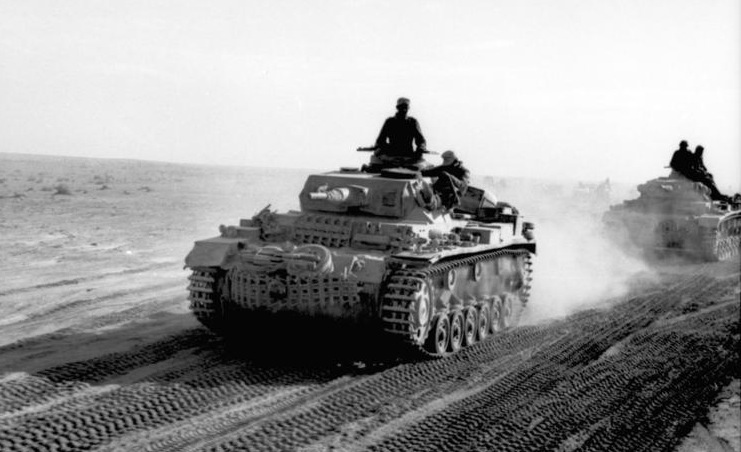
Colonna di Panzer III in marcia nel deserto.

La giornata del 21 novembre si era conclusa con una sconfitta per le brigate della 7ª Divisione corazzata ma nell'alto comando britannico non si comprese subito la gravità della situazione; alle 8.45 del mattino il generale Cunningham, dopo aver appreso dal generale Willoughby Norrie che le divisioni corazzate tedesche si erano allontanate da Gabr Saleh verso nord, sembrò convinto di aver raggiunto la vittoria e ordinò al generale Godwin-Austen, comandante del XIII corpo d'armata, di avanzare lungo il Trigh Capuzzo verso Tobruk. Nella notte venne comunicato dai reparti subordinati che i tedeschi avevano subito perdite elevatissime di carri armati, che sembravano in fuga verso ovest ed in parte erano accerchiati a Sidi Rezegh; queste notizie errate furono diffuse dalla propaganda britannica e illusero ulteriormente il generale Cunningham.
Il generale Crüwell, preoccupato dalle notizie dell'avanzata britannica lungo la linea costiera verso ovest aveva preferito dividere le due Panzer-Division, ma la mattino del 22 novembre il generale Rommel prese nuove decisioni. Egli ritenne urgente risolvere definitivamente la situazione a Sidi Rezegh prima di affrontare la minaccia proveniente da est e quindi ordinò direttamente al generale von Ravenstein di ripassare all'attacco con la 21. Panzer-Division e colpire da nord e da ovest il concentramento blindato nemico a Sidi Rezegh. Nel frattempo il generale Gott stava cercando di raggruppare le sue brigate, la 7ª Brigata corazzata e il 7º gruppo di supporto si riunirono intorno all'aeroporto; la 5ª Brigata sudafricana arrivò da sud e sferrò un attacco senza successo in direzione sud-ovest, la 22ª Brigata corazzata si avvicinò da sud all'aeroporto mentre la 4ª Brigata corazzata rimase più lontano.
Nel pomeriggio del 22 novembre intorno a Sidi Rezegh iniziò una nuova serie di violenti combattimenti tra forze corazzate; gli scontri furono particolarmente aspri e confusi; le colonne di carri erano in continuo movimento nel deserto, i cannoni anticarro furono costantemente in azione; in mezzo alle nuvole di sabbia sollevata dai mezzi motorizzati i comandanti ebbero grandi difficoltà a controllare la situazione. La 21. Panzer-Division del generale von Ravenstein attaccò da nord e da ovest in direzione dell'aeroporto dove i reparti del 7º gruppo di supporto del generale Campbell ed i resti della 7ª Brigata corazzata si batterono strenuamente; l'artiglieria britannica dimostrò coraggio e preparazione. Le altre due brigate corazzate britanniche invece non mantennero la coesione e arrivarono in ritardo; solo la 22ª Brigata corazzata del generale Scott-Cockburn intervenne in aiuto e subì a sua volta dure perdite contro gli sbarramenti anticarro tedeschi. In serata sotto gli attacchi della 21. Panzer-Division, i britannici, nonostante la coraggiosa resistenza, abbandonarono l'aeroporto e la 22ª Brigata corazzata, rimasta con solo 45 carri, iniziò a ripiegare verso sud.

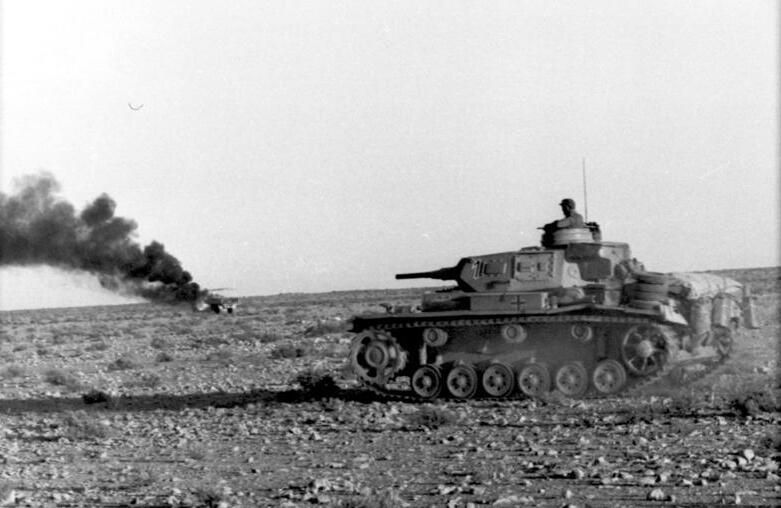
Un Panzer III osserva un mezzo corazzato britannico in fiamme.

Mentre si svolgevano i confusi combattimenti intorno all'aeroporto di Sidi Rezegh, il generale Crüwell si era messo in movimento con la 15. Panzer-Division più a est e nella serata i panzer del generale Neumann-Silkow arrivarono sul fianco e alle spalle della 4ª Brigata corazzata del generale Gatehouse. L'8° Panzer-Regiment del colonnello Hans Cramer durante la notte incappò alla cieca in un raggruppamento di mezzi corazzati britannici; fu il battaglione corazzato del maggiore Fenski che, alla luce dei fari e di razzi illuminanti, sorprese il posto di comando della 4ª Brigata corazzata e l'8° Ussari. I britannici furono accerchiati dai panzer, e persero molti uomini e 35 carri armati; il generale Gatehouse non era presente sul posto e sfuggì alla cattura ma al mattino del 23 novembre poté radunare solo i resti della sua unità e dovette ripiegare a sud, perdendo il contatto con le altre brigate. La sconfitta e la ritirata della 4ª Brigata corazzata fecero fallire i piani del generale Gott che, dopo la perdita dell'aeroporto, stava cercando di raggruppare le forze superstiti delle tre brigate della 7ª Divisione corazzata, circa 150 carri, a sud di Sidi Rezegh.
Dopo i successi del 21 e 22 novembre il generale Rommel ritenne di poter raggiungere una vittoria definitiva raggruppando tutte le sue forze meccanizzate; egli disponeva, dopo aver ottenuto autorizzazione dal comando supremo italiano, anche del Corpo d'armata di manovra del generale Gambara costituito dalla divisione corazzata "Ariete" e dalla divisione motorizzata "Trieste".
Al primo mattino del 23 novembre il comandante in capo tedesco diramò le sue disposizioni per sferrare un attacco generale contro le forze britanniche ripiegate a sud di Sidi Rezegh. Un lungo radiomessaggio in codice venne inviato al generale Crüwell che tuttavia non attese le nuove direttive del suo superiore e decise di entrare subito in azione. Il comandante dell'Afrikakorps aveva lasciato il posto di comando a Gasr el Arid ed era partito sul Mammut "Moritz" per raggiungere la 15. Panzer-Division; mentre il generale Crüwell e il suo capo di stato maggiore, colonnello Fritz Bayerlein erano in viaggio, il quartier generale dell'Afrikakorps venne sorpreso e travolto da reparti della 6ª Brigata della 2ª Divisione neozelandese del generale Freyberg che stavano avanzando lungo il Trigh Capuzzo secondo gli ordini del XIII corpo d'armata britannico; molti ufficiali tedeschi furono catturati e la struttura di comando venne completamente disorganizzata, ma il generale Crüwell, sfuggito fortunosamente al disastro, fu ugualmente in grado di condurre l'attacco generale con le sue forze corazzate.
Intanto l'attacco proseguiva e la mattina forze della 70ª Divisione annientarono un caposaldo della posizione di resistenza della "Bologna", a sud di Tobruk, ma un ennesimo contrattacco di fanteria della "Pavia" ripristinò la situazione.

### Incursione dell'Afrikakorps

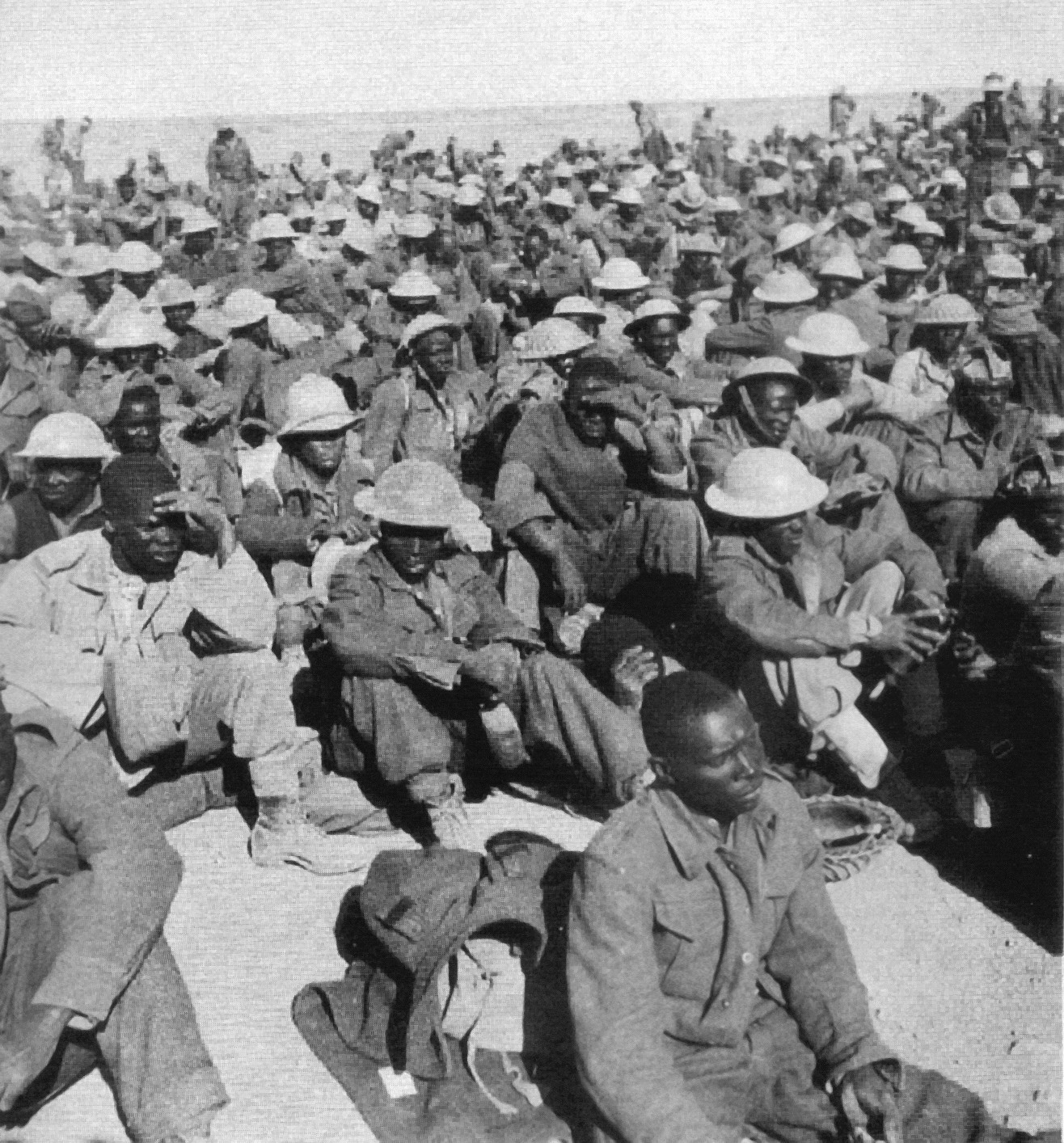
Africa Settentrionale prigionieri del Commonwealth catturati nel novembre del 1941 dall'armata italo tedesca

Il 24 novembre, Erwin Rommel, per alleviare la pressione sulle forze italiane e sulle sue divisioni di fanteria leggera, raccolse tutti i carri armati ancora disponibili e, sfruttando il supporto aereo della Luftwaffe, lanciò un contrattacco lungo la frontiera egiziana per cogliere alle spalle le forze Alleate. Preso dalla paura di vedere annientate le proprie linee di approvvigionamento, Cunningham chiese di ritirarsi, ma Auchinleck decise di mantenere le posizioni: questa sua decisione si rivelò azzeccata dato che, allungando troppo la propria avanzata, Rommel aveva sottoposto le proprie linee di rifornimento a una serie di violenti attacchi da parte della 4ª Divisione indiana.

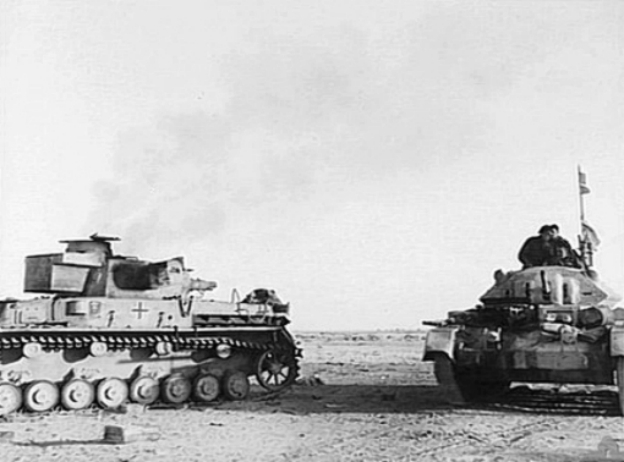
Un carro britannico Crusader passa accanto ai resti di un Panzer IV tedesco distrutto.

Nella notte del 25 novembre, gli inglesi contrattaccarono ancora. Era previsto un attacco frontale da parte della 70ª Divisione di Fanteria Britannica, mentre la 2ª Divisione Neozelandese doveva avanzare da nord verso sud per prendere di fianco le forze italiane. Dopo il fuoco di preparazione dell'artiglieria, alle due del mattino i reparti di fanteria iniziarono a muoversi: l'attacco venne prontamente contrastato dal XX Corpo d'Armata italiano ed in particolare dalla divisione Trieste (9º Reggimento Bersaglieri). Il 26 novembre, la 2ª Divisione neozelandese del generale Freyberg con il sostegno dei mezzi corazzati pesanti della 1ª Brigata carri del generale Watkins continuò la sua avanzata lungo il Trigh Capuzzo; i neozelandesi, dopo aver raggiunto Sidi Rezegh, occuparono Belhamed e quindi si spinsero su Tobruk dove il generale Scobie sferrò a sua volta un attacco con la 70ª Divisione e la 32ª Brigata carri del generale Willison in direzione di El-Duda. Alle ore 13.00 del 26 novembre la guarnigione di Tobruk, dopo aver sopraffatto la resistenza dei capisaldi italo-tedeschi, si ricongiunse finalmente con i carri pesanti e la fanteria neozelandese.

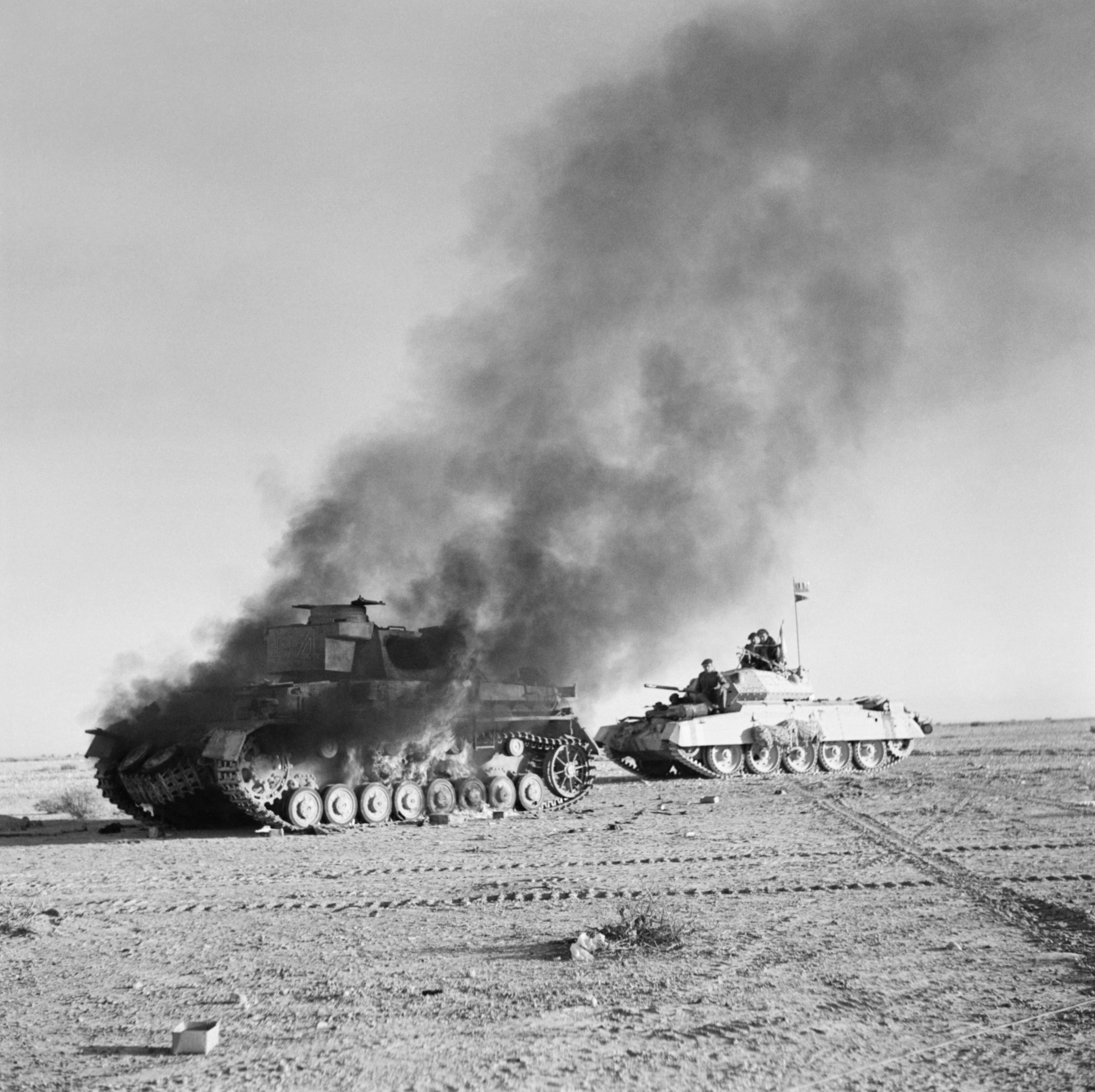
Un carro PzKpfw IV distrutto, viene superato da un carro britannico Crusader.

Nel frattempo il generale Gott aveva progressivamente riorganizzato le forze della 7ª Divisione corazzata; molti carri danneggiati furono recuperati sul campo di battaglia di Sidi Rezegh e nuovi reparti di riserva furono fatti affluire dai depositi; la forza corazzata britannica risalì a 130 carri disponibili, in netta superiorità numerica rispetto all'Afrikakorps che, dopo la sua incursione sul confine, era sceso ad appena 60 mezzi corazzati. Nel pomeriggio del 27 novembre la 15. Panzer-Division del generale Neumann-Silkow fu intercettata durante la sua marcia di ritorno verso ovest; i carri tedeschi furono attaccati frontalmente dalla 22ª Brigata corazzata e colpiti sul fianco dalla 4ª Brigata corazzata del generale Gatehouse. La Panzer-Division subì perdite e i suoi mezzi di trasporto furono dispersi; dopo alcune ore di battaglia riuscì infine a bloccare il nemico e nella notte, mentre i britannici si ritiravano per rifornirsi, poté riprendere la marcia. Il 28 novembre i carri armati delle due brigate corazzate britanniche tornarono all'attacco ma furono trattenuti da uno sbarramento di cannoni anticarro e le due divisioni dell'Afrikakorps continuarono il cammino e il mattino del 29 novembre il generale Rommel poté concentrare tutte le sue forze intorno a Sidi Rezegh. La situazione sul campo rimaneva molto confusa; nella notte del 28 novembre lo stesso generale von Ravenstein, comandante della 21. Panzer-Division, era stato sorpreso nel deserto e catturato da reparti neozelandesi del generale Freyberg Intanto il 29 novembre (circa 17:30) soldati neozelandesi nella posizione del Punto 175, che avevano notato il gruppo di forze nemiche con binocolo, tentarono di comunicare con il Quartier Generale del loro battaglione ma non ricevettero risposta. Il contatto non riuscì prima di mezz'ora, cioè fino a quando non venne ordinato alla 2ª Divisione Neozelandese di contrastare la minaccia. I soldati della 21º Battaglione Neozelandese aprirono il fuoco sulla colonna della 132ª Divisione corazzata "Ariete" ma fu tutto inutile e il fuoco pesante di risposta costrinse loro alla ritirata. Nella confusione dei combattimenti, due battaglioni di moto Bersaglieri (3° e 5°, Maggiore Cantella e Maggiore Gastaldi) della Divisione Corazzata Ariete riuscirono a catturare l'intero centro ospedaliero della 2ª Divisione Neozelandese con 1000 degenti, 700 militari di sanità, 200 guardie e 200 prigionieri di guerra tedeschi.

### Nuova battaglia di Sidi Rezegh e ritirata finale dell'Afrikakorps
In questa situazione l'Afrika Korps correva il rischio di rimanere intrappolato in Egitto: gli assedianti si erano trasformati in assediati. Il 7 dicembre, Rommel, resosi conto che le forze britanniche (sia in termini di uomini che di mezzi) erano ancora molto ingenti, decise quindi di iniziare una ritirata strategica sulla linea di Gazala, poco a sud-ovest di Tobruk. Il 15 dicembre gli inglesi lanciati nuovi assalti nel tentativo di eliminare la retroguardia italiana, nella zona di Gazala e Quota 208. L'attacco neozelandese e polacco si arenò davanti alla forte resistenza della divisioni Brescia, Pavia e Trieste, che riuscirono a respingere le puntate offensive del nemico infliggendogli notevoli perdite. Nel pomeriggio, malgrado la tenace resistenza nemica, l'azione di retroguardia riprese con maggiore vigore: la Divisione Corazzata Ariete e 23 carri armati della 15. Panzer Division costrinse la 5ª Brigata di Fanteria indiana a ritirarsi. Nel contrattacco italiano due battaglioni di bersaglieri (l'8º e il 9º) conquistarono Alem Hamza catturando oltre 1000 britannici appartenenti al The Buffs Regiment (Royal East Kent Regiment).
Neil Ritchie, che aveva sostituito Cunningham il 26 novembre, e Auchinleck continuarono a premere sulle linee italo-tedesche, costringendo Rommel, in netto contrasto con il capo di Stato Maggiore italiano Ugo Cavallero e il comandante in capo delle forze tedesche nel Mediterraneo, feldmaresciallo Albert Kesselring, ad abbandonare la Cirenaica. Le forze italo-tedesche si fermarono a El Agheila tra il 28 e il 30 dicembre.

## Bilancio e conclusioni
La determinazione di Auchinleck e l'atteggiamento aggressivo di Ritchie avevano consentito di eliminare la minaccia delle forze dell'Asse dall'Egitto e dal canale di Suez.
La guarnigione italo-tedesca di Bardia si arrese il 2 gennaio 1942, seguito da un'altra resa, non senza cruenti scontri, della guarnigione attestata sul passo di Halfaya, portando, il 17 gennaio, ad un totale di oltre 30000 prigionieri di guerra italo-tedeschi. L'8ª Armata britannica, cogliendo l'occasione, riuscì a raggiungere Gazala: così facendo, però, aveva allungato troppo la propria linea di approvvigionamento, e il 21 gennaio Rommel, riprendendo il vecchio stile che gli aveva valso il soprannome di "volpe del deserto", lanciò un improvviso contrattacco prendendo letteralmente di sorpresa le forze britanniche che ritenevano di trovarsi di fronte ad un nemico ormai prossimo alla sconfitta.
Oltre a liberare Tobruk, l'Operazione Crusader dimostrò per la prima volta che l'Afrika Korps di Rommel poteva essere battuto.

## Ordine di battaglia

### Alleati
- Middle East Command (General Claude Auchinleck)
  - VIII Armata (Lieutenant-General Alan Cunningham, dal 26 novembre 1941 Neil Ritchie)
    - XXX Corpo d'armata (Lieutenant-General Charles Norrie)
      - 7ª Divisione corazzata (Major-General William Gott)
      - 1ª Divisione fanteria (Major-General George Brink)
      - 22ª Guards Brigade

    - XIII Corpo d'armata (Lieutenant-General Alfred Reade Godwin-Austen)
      - 2ª Divisione fanteria (Nuova Zelanda) (Major-General Bernard Freyberg)
      - 4ª Divisione fanteria (India) (Major-General Frank Messervy)
      - 1st Army Tank Brigade

  - Guarnigione di Tobruk (Major-General Ronald Scobie)
    - 70ª Divisione fanteria (Regno Unito)
    - Brigata indipendente cacciatori dei Carpazi
    - 32nd Army Tank Brigade

### Asse
- Comando Superiore FF.AA. "Africa Settentrionale Italiana" (Generale Ettore Bastico)
  - XX Corpo d'armata (Generale Gastone Gambara)
    - 132ª Divisione corazzata "Ariete" (Generale Mario Balotta)
    - 101ª Divisione motorizzata "Trieste" (Generale Alessandro Piazzoni)

  - Panzergruppe Afrika (dal 30 gennaio 1942 rinominato Panzerarmee Afrika) (Generale Erwin Rommel)
    - Deutsches Afrikakorps (Generalleutnant Ludwig Crüwell)
      - Division z.b.V. "Afrika" (dal 28 novembre 1941 rinominata 90. leichte Afrika-Division) (Generalmajor Max Sümmermann fino al 10 dicembre (caduto), sostituito dal Generalmajor Richard Veith)
      - 55ª Divisione fanteria "Savona" (Generale Fedele De Giorgis)
      - 15. Panzer-Division (Generalmajor Walter Neumann-Silkow fino al 6 dicembre (caduto), sostituito dal Generalmajor Gustav von Vaerst)
      - 21. Panzer-Division (Generalmajor Johann von Ravenstein fino al 29 novembre (catturato), sostituito dal Generalmajor Karl Böttcher)

    - XXI Corpo d'armata (Generale Enea Navarini)
      - 17ª Divisione fanteria "Pavia" (Generale Giacomo Lombardi)
      - 25ª Divisione fanteria "Bologna" (Generale Alessandro Gloria)
      - 27ª Divisione fanteria "Brescia" (Generale Bortolo Zambon)
      - 102ª Divisione motorizzata "Trento" (Generale Giuseppe de Stefanis)